# Шамсутдинов, Ринат Ахмедович
Ринат Ахмедович Шамсутдинов (родился 23 января 1971 года в Казани) — российский регбист и игрок в регбилиг, мастер спорта России, квалифицированный регбийный тренер. Отличник физической культуры и спорта Республики Татарстан.

## Биография
Выступал на протяжении своей карьеры за казанскую «Стрелу», шестикратный чемпион страны по регби-13, обладатель Кубка России 2002 года. Выступал за команду в Кубке вызова 2005 года.
В составе сборной России — серебряный призёр чемпионата Европы среди студентов 2001 года, в 2002 году одержал в составе российской сборной победу над сборной США на казанском Центральном стадионе. Также сыграл три матча на чемпионате мира по регбилиг 2000 года. В 2004 году участвовал в турне сборной России по Новой Зеландии, а в 2005 году играл в чемпионате Европы (Кубке европейских наций).
В настоящее время является регбийным тренером, занимается в ДЮСШ «Спектр» с детьми. В 2017 году был признан лучшим тренером по игровым видам спорта в Казани. Проживает в посёлке Салмачи, сын играет за регбийную команду Казани.
В 2013 году Шамсутдинов был избит судебными приставами: его насильно пытались выселить из таунхауса, который якобы был незаконно построен и подлежал сносу.